# المايسترو (برنامج)
المايسترو (ilMaestro) هو برنامج تلفزيوني حواري قدّمه المذيع اللبناني نيشان ديرهاروتيونيان.

## ضيوف الحلقات
- الحلقة 1:
- الحلقة 2:
- الحلقة 3:
- الحلقة 4:
- الحلقة 5:
- الحلقة 6:
- الحلقة 7:
- الحلقة 8:
- الحلقة 9:
- الحلقة 10:
- الحلقة 11:
- الحلقة 12:
- الحلقة 13:
- الحلقة 14:
- الحلقة 15:
- الحلقة 16:
- الحلقة 17:
- الحلقة 18:
- الحلقة 19:
- الحلقة 20:
- الحلقة 21:
- الحلقة 22:
- الحلقة 23:
- الحلقة 24:
- الحلقة 25:
- الحلقة 26:
- الحلقة 27:
- الحلقة 28:
- الحلقة 29:
- الحلقة 30: